# Willem-Alexander

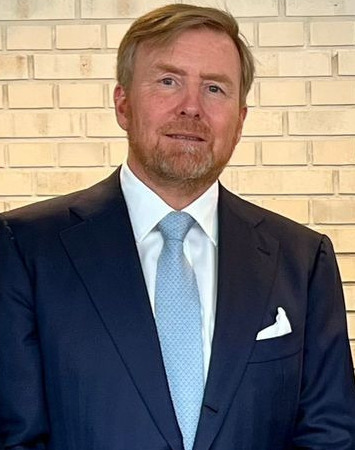
König Willem-Alexander (2024)

Willem-Alexander (* 27. April 1967 in Utrecht als Willem-Alexander Claus George Ferdinand), Prinz von Oranien-Nassau, Jonkheer van Amsberg, ist seit dem 30. April 2013 König der Niederlande. Er übernahm das Amt von seiner Mutter Königin Beatrix, die an diesem Tag abdankte. Er ist der erste Mann auf dem niederländischen Thron seit dem Jahre 1890.

## Leben

### Kindheit und Ausbildung

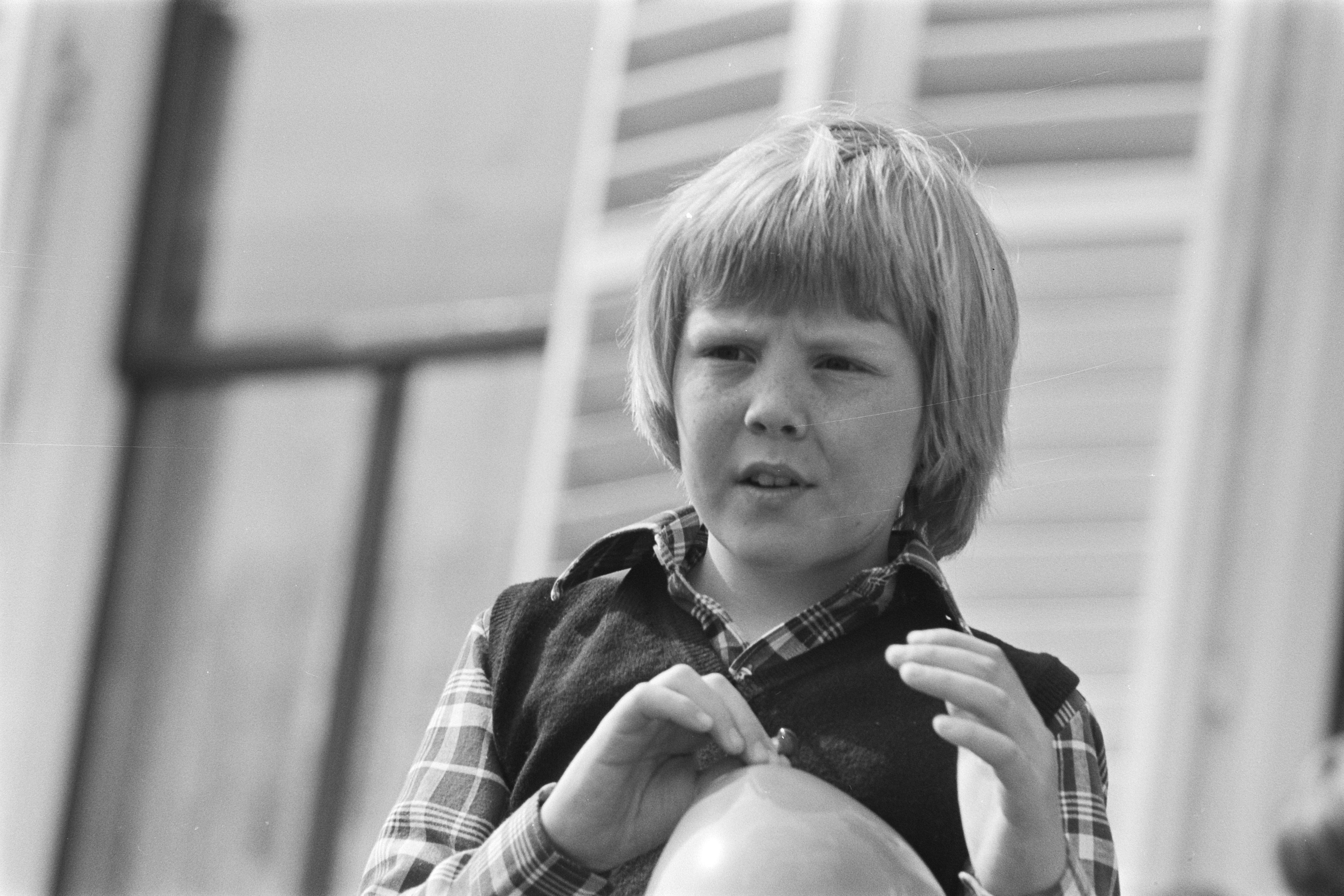
Im Jahr 1977 beim jährlichen Defilé am Palais Soestdijk

Willem-Alexander ist der älteste Sohn von Prinzessin Beatrix, der früheren Königin der Niederlande, und von deren Ehemann Prinz Claus von Amsberg. Er wuchs mit seinen jüngeren Brüdern Johan Friso und Constantijn bis 1981 auf Schloss Drakensteyn in Baarn auf. Als seine Mutter Beatrix Königin wurde, zog die Familie ins Schloss Huis ten Bosch nach Den Haag um. Er wurde an öffentlichen Schulen in Baarn und Den Haag zusammen mit Kindern aller sozialen Schichten unterrichtet. Er vervollständigte seine Schulbildung am Atlantic College in Llantwit Major in Wales, das er 1985 mit dem International Baccalaureate abschloss.
Seinen Wehrdienst leistete Willem-Alexander von August 1985 bis Januar 1987 bei der Königlichen Marine ab. Nach einer mehrmonatigen Ausbildung am Königlichen Marineinstitut in Den Helder diente er an Bord der Fregatten Tromp und Abraham Crijnssen. Nach Abschluss seiner militärischen Ausbildung studierte Willem-Alexander ab 1987 an der Universität Leiden Geschichte und legte 1993 mit einer Arbeit über die Antwort der Niederlande auf den französischen Rückzug aus der integrierten militärischen Kommandostruktur der NATO unter Charles de Gaulle sein Examen ab.

### Ehe und Familie

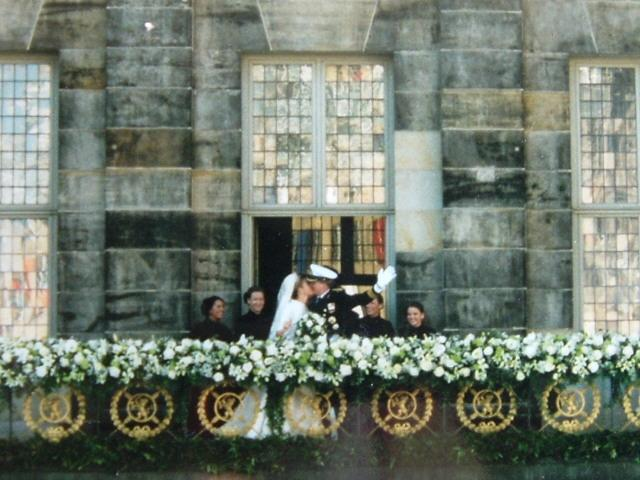
Der damalige Kronprinz Willem-Alexander und Máxima Zorreguieta nach ihrer kirchlichen Trauung (2002)

Am 30. März 2001 verlobte sich der damalige Prinz von Oranien mit Máxima Zorreguieta, einer Argentinierin mit baskischen, spanischen und italienischen Wurzeln. Wie auch schon die Ehen vorheriger Generationen des Hauses Oranien-Nassau war diese Verbindung höchst umstritten. Máximas Vater, Jorge Horacio Zorreguieta Stefanini, war ein Mitglied des Videla-Regimes, einer Militärdiktatur, die Argentinien von 1976 bis 1983 regierte. Aufgrund der Intervention des damaligen Ministerpräsidenten Wim Kok stimmte das Parlament am 3. Juli 2001 der Ehe dennoch zu. Die Diskussion um diesen Hintergrund führte dazu, dass Máximas Eltern der königlichen Hochzeit fernbleiben mussten. Dank des umsichtigen Agierens von Ministerpräsident Kok vermieden die Oranier eine Krise und gingen schließlich sogar gestärkt aus der Máxima-Debatte hervor. Willem-Alexander profitiert seitdem von der großen Beliebtheit Máximas.
Am 2. Februar 2002 schlossen Máxima und Willem-Alexander, der der Niederländisch-reformierten Kirche angehört, in der Nieuwe Kerk (deutsch: Neue Kirche) in Amsterdam den Bund der Ehe. Der Gottesdienst wurde von Carel ter Linden geleitet. Die standesamtliche Trauung wurde zuvor in der Beurs van Berlage vom Amsterdamer Bürgermeister Job Cohen vollzogen. Durch die Eheschließung wurde Máxima Mitglied des niederländischen Königshauses.
Sie haben drei gemeinsame Töchter:
- Catharina-Amalia Beatrix Carmen Victoria wurde am 7. Dezember 2003 in Den Haag geboren. Am 12. Juni 2004 wurde Amalia in der Grote Kerk in Den Haag von Carel ter Linden getauft. Ihre Paten sind ihr Onkel Prinz Constantijn von Oranien-Nassau, Prinzessin Victoria von Schweden, Marc ter Haar, Herman Tjeenk Willink, Samantha van Welderen Baroness Rengers-Deane und ihr Onkel Martín Zorreguieta (Bruder von Königin Máxima). Sie ist auf Platz 1 der niederländischen Thronfolge.
- Alexia Juliana Marcela Laurentien wurde am 26. Juni 2005 in Den Haag geboren. Am 19. November 2005 wurde Alexia in der Dorfkirche von Wassenaar von Pastor Deodaat van der Boon getauft. Ihre Paten sind Königin Mathilde von Belgien, Alexandra Jankovich de Jeszenice, ihr Onkel Prinz Johan Friso, ihr Onkel Juan Zorreguieta (Bruder von Königin Máxima) und Frans de Beaufort. Sie ist auf Platz 2 der niederländischen Thronfolge.
- Ariane Wilhelmina Máxima Ines wurde am 10. April 2007 in Den Haag geboren. Am 20. Oktober 2007 wurde Ariane in der Kloosterkerk in Den Haag von Pastor Deodaat van der Boon getauft. Ihre Taufpaten sind Valeria Delger, ihre Tante Inés Zorreguieta (Schwester von Königin Máxima), Erbgroßherzog Guillaume von Luxemburg, Tijo Baron Collot d’Escury und Anton Friling. Sie ist auf Platz 3 der niederländischen Thronfolge.

Das Paar wohnte zunächst in Den Haag im Noordeinde 66. Im Frühjahr 2003 bezog es Villa Eikenhorst auf dem Landgut De Horsten in Wassenaar und Voorschoten. Seit Januar 2019 lebt König Willem-Alexander mit seiner Familie im Schloss Huis ten Bosch in Den Haag.

### Sonstiges
Mit Willem-Alexander wurde erstmals seit mehr als einem Jahrhundert wieder ein männlicher Prinz ins niederländische Königshaus geboren. Davor war dies zuletzt 1851 bei Alexander von Oranien-Nassau der Fall, der allerdings vor seinem Vater starb, woraufhin es dreimal zu einer weiblichen Thronfolge kam.
Willem-Alexander erhielt in seiner Studienzeit den Spitznamen Prins Pils; Medien berichteten von seiner Teilnahme am Studentenleben und an Feiern. Besonders kritisiert wurde später in den Medien auch sein Biertrinken mit dem russischen Präsidenten Wladimir Putin bei den Olympischen Winterspielen 2014 in Sotschi.
Im Jahr 2007 kauften Willem-Alexander und seine Frau eine Luxus-Ferienvilla in Mosambik. Dies wurde – auch vor dem Hintergrund der Finanzkrise ab 2007 und der Wirtschaftskrise Ende 2008 bis Anfang 2010 – vielfach kritisiert. Im Januar 2012 teilten die beiden mit, die Villa für einen symbolischen Preis an eine Entwicklungsprojekt-Kooperative verkauft zu haben. Das niederländische Königshaus galt 1999 (auch wegen einer Beteiligung an der Royal Dutch Shell) als das reichste der europäischen Königshäuser.
Willem-Alexander gab im April 2018 bekannt, er habe keine Aktien mit „Royal“ im Namen.
Gemeinsam mit seiner Mutter, Prinzessin Beatrix und seiner Frau, Königin Máxima, nahm er am 19. September 2022 im Rahmen der Trauerfeierlichkeiten für Königin Elisabeth II. am Gedenkgottesdienst in der Westminster Abbey teil.
Willem-Alexander spricht fließend und fast akzentfrei Deutsch.

### Sport und Fliegen
Sein Großvater Bernhard zur Lippe-Biesterfeld, selbst begeisterter Pilot, weckte die Faszination für das Fliegen bei Willem-Alexander. Als ausgebildeter Pilot flog er Einsätze für die AMREF und den Kenya Wildlife Service. Seit 2001 besitzt er die Lizenz für Verkehrspiloten und fliegt, um diese zu halten, regelmäßig für KLM (zuerst die Fokker 70, nach deren Ausmusterung die Boeing 737) oder den Regierungsjet. Unter dem Namen van Buren (ein Familienname des Hauses Oranien-Nassau) nahm er 1986 an dem national bedeutenden Eisschnelllaufereignis Elfstedentocht sowie 1992 am New-York-City-Marathon teil. Zu Willem-Alexanders sportlichen Vorlieben gehören Skifahren, Tennis, Joggen, Segeln, Reiten und Tauchen. Er verbringt alljährlich seinen Winterurlaub in Lech am Arlberg, wo er schon als Kind Skifahren lernte.
Willem-Alexander bekleidete lange Zeit Funktionen, die ihn zu nationalen wie internationalen Sportveranstaltungen führten. Von 1995 bis 1998 war er Schirmherr des Niederländischen Olympischen Komitees/Niederländischen Sportbundes (NOC*NSF). Von 1998 bis 2013 war Willem-Alexander Mitglied des Internationalen Olympischen Komitees (IOK). Als Mitglied des IOK wohnte er den jährlichen Sitzungen des Komitees und allen Olympischen Spielen bei. 2013 legte er aufgrund seiner Amtseinführung als König seine Mitgliedschaft nieder. Im September 2013 wurde er in Buenos Aires zum Ehrenmitglied des IOK ernannt. Bei dieser Gelegenheit erhielt er aus der Hand des damaligen IOK-Präsidenten Jacques Rogge den Olympischen Orden in Gold.

## Offizielle Aufgaben

### Tätigkeit und Pflichten als Thronfolger

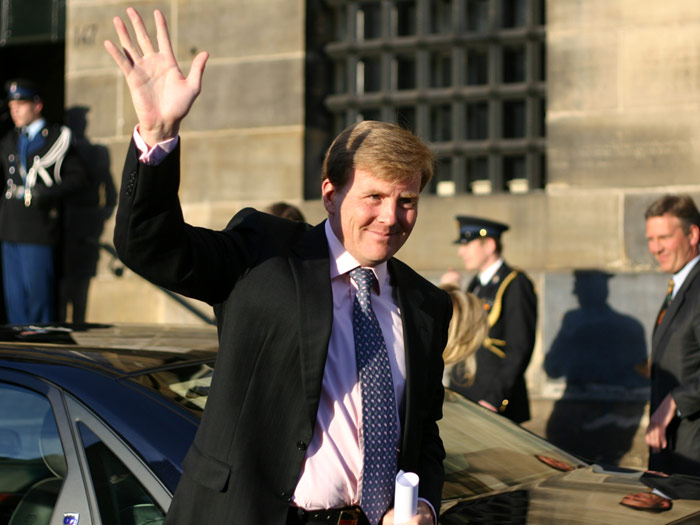
Willem-Alexander als Thronfolger im Jahre 2006

Nach Abschluss seines Studiums 1993 erwarb Willem-Alexander bei der Königlichen Luftwaffe den Militärflugschein. Im Jahr 1994 absolvierte er Ausbildungsphasen beim Königlichen Heer und der Königlichen Luftwaffe. Er besuchte niederländische Truppen unter anderem in Bosnien, Äthiopien, Eritrea und in Afghanistan. Willem-Alexander war als Kronprinz Flottillenadmiral der Reserve der Königlichen Marine, Brigadegeneral der Reserve des Königlichen Heeres und Brigadegeneral der Reserve der Königlichen Luftwaffe. Vor seiner Amtseinführung als König wurde er auf eigenen Wunsch ehrenhaft aus dem Militärdienst entlassen, da er als Staatsoberhaupt und Mitglied der Regierung keine militärische Funktion in den Streitkräften bekleiden darf. Von 1990 bis zur Thronübernahme war er außerordentlicher Adjutant seiner Mutter.
Nach seinem Studium und der militärischen Weiterbildung beschäftigte sich Willem-Alexander intensiv mit der niederländischen Gesellschaft, dem Staatsaufbau und dem Rechtssystem und besuchte Ministerien und andere staatliche Einrichtungen sowie europäische Institutionen. Er absolvierte ein Orientierungsprogramm in der niederländischen Wirtschaft und das „Advanced Development Programme“ an der Kellogg School of Management in den USA.
Sein Vater Prinz Claus weckte bei Willem-Alexander das Interesse für das in den Niederlanden wichtige Thema Wassermanagement. In diesem Bereich übte Willem-Alexander seit 1998 eine Reihe von nationalen und internationalen Funktionen aus. Ab 2006 war er auf Vorschlag des damaligen UN-Generalsekretärs Kofi Annan Vorsitzender des UN-Beratergremiums für Wasser- und Sanitärversorgung. Willem-Alexander gehörte dem niederländischen Staatsrat, einem Verfassungsorgan zur Beratung der niederländischen Regierung unter dem Vorsitz der damaligen Königin Beatrix, als beratendes Mitglied an.

### Thronbesteigung

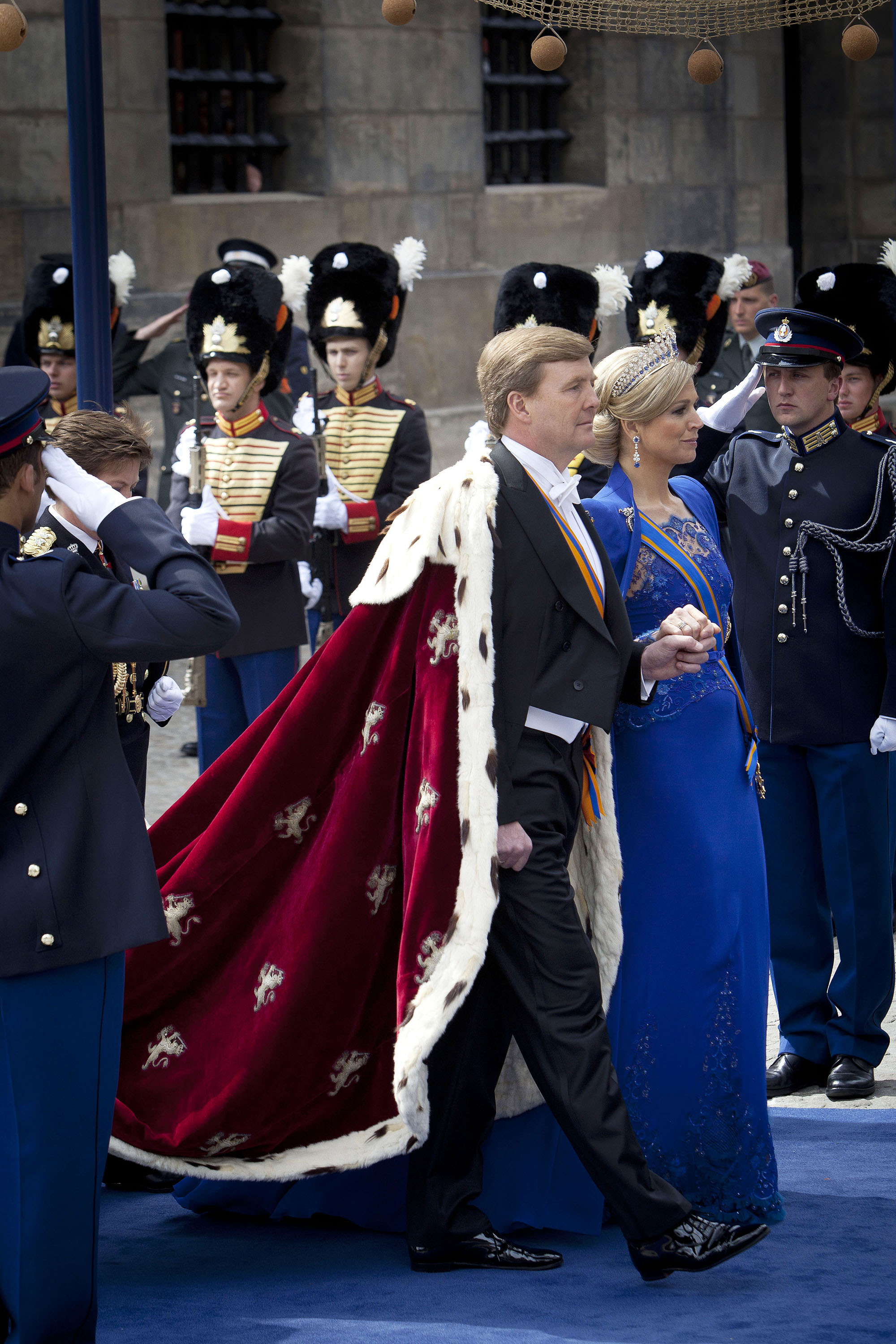
Das neue Königspaar auf dem Weg zur Inauguration in der Nieuwe Kerk (Amsterdam) (2013)

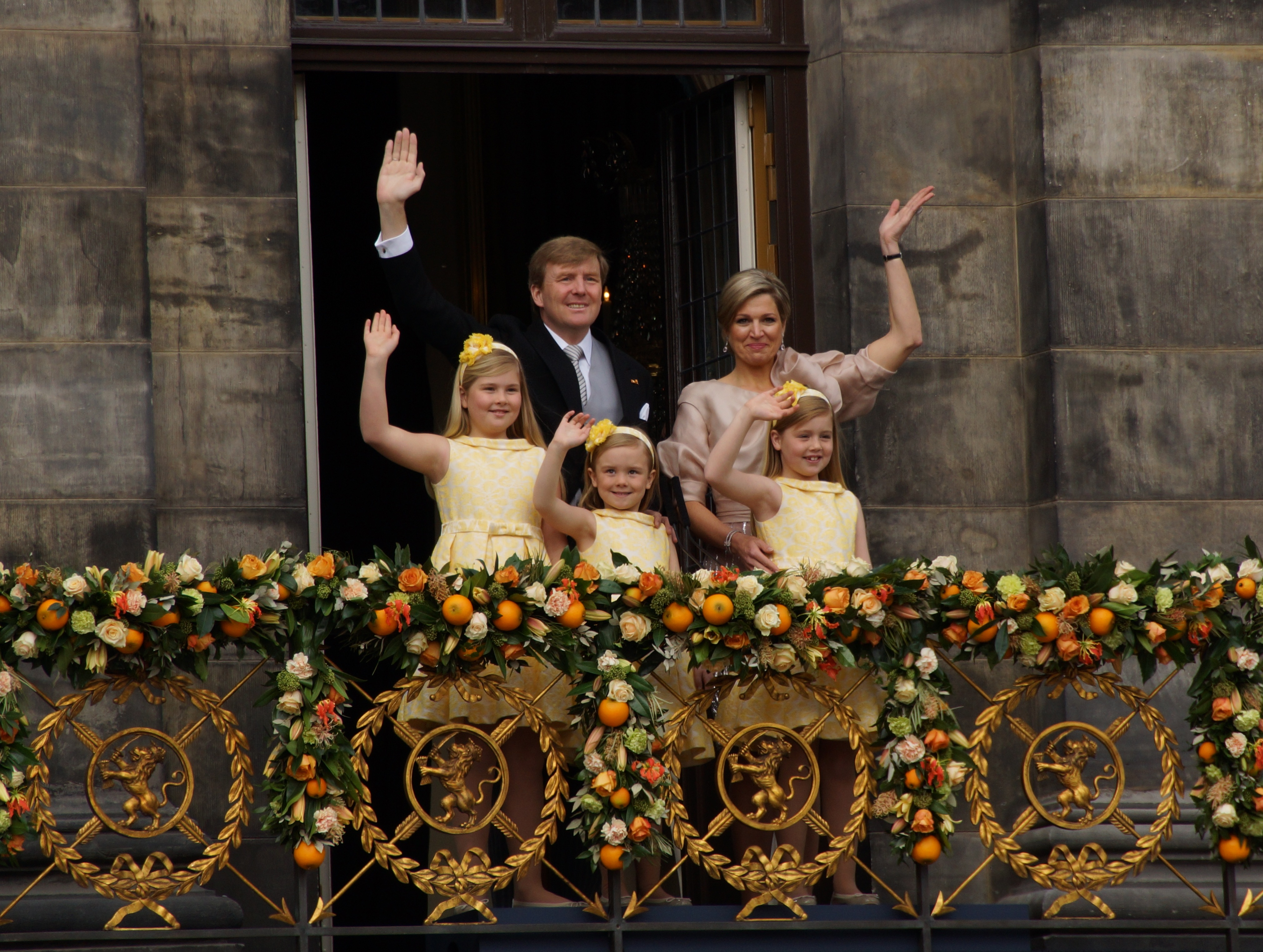
Die Familie auf dem Balkon des Paleis op de Dam in Amsterdam

Am 28. Januar 2013 gab Königin Beatrix ihre Abdankung und damit die anstehende Thronfolge Willem-Alexanders bekannt. Am 30. April 2013, dem Koningsdag, erfolgte die formelle Vereidigung. In einer feierlichen Zeremonie in der Amsterdamer Nieuwe Kerk legten die Mitglieder beider Kammern des niederländischen Parlaments (Generalstaaten) sowie die Mitglieder der Parlamente der karibischen Länder Aruba, Curaçao und St. Maarten ihre Huldigungserklärung ab. Sein offizieller Name bleibt auch nach der Thronbesteigung Willem-Alexander. Der erste Auslandsbesuch als Monarch führte ihn am 24. Mai 2013 nach Luxemburg, dessen Dynastie ebenfalls dem Haus Nassau entstammt.
Zur Inthronisation 2013 wurde ein Koningslied veröffentlicht, über das die Geschmäcker sehr geteilt waren.

### Amtsführung
„Willem-Alexander hat nicht den politischen Ehrgeiz seiner Mutter, er will in erster Linie verbinden, ermutigen, repräsentieren“, charakterisiert ihn der Historiker und Niederlande-Experte Christoph Driessen. „Dabei ist er spontaner, wärmer und weniger hoheitsvoll.“ Willem-Alexander sei ein beliebter König, allerdings genieße die Institution Monarchie bei den durch und durch demokratischen Niederländern deutlich weniger Rückhalt als die Protagonisten dieser Institution. „Das bedeutet: Bei einem oder gar mehreren Fehltritten stünde schnell die ganze Staatsform zur Diskussion.“
Am 1. Juli 2023 bat er um Verzeihung für die Beteiligung der Niederlande an der Sklaverei.
Er sprach dabei auch für seine Familie (das Haus Oranien-Nassau) und sagte: „Für die offensichtliche Untätigkeit gegen dieses Verbrechen gegen die Menschlichkeit bitte ich heute, an diesem Tag, an dem wir gemeinsam der niederländischen Sklaverei gedenken, um Vergebung.“ Er legte einen Kranz im Oosterpark nieder, wo seit 2002 eine Statue zur Befreiung von der Sklaverei steht.

## Vollständiger Titel
Seine Majestät König Willem-Alexander, König der Niederlande, Prinz von Oranien-Nassau, Jonkheer van Amsberg, Graf von Katzenelnbogen, Graf von Vianden, Graf von Diez, Graf von Spiegelberg, Graf von Buren, Graf von Leerdam, Graf von Culemborg, Marquis von Veere und Vlissingen, Baron von Breda, Baron von Diest, Baron von Beilstein, Baron der Stadt Grave und des Cuyker Landes, Baron von IJsselstein, Baron von Cranendonk, Baron von Eindhoven, Baron von Liesveld, Baron von Herstal, Baron von Warneton, Erb- und Freiherr von Ameland, Herr von Borculo, Herr von Bredevoort, Herr von Lichtenvoorde, Herr von ’t Loo, Herr von Geertruidenberg, Herr von Klundert, Herr von Zevenbergen, Herr von Hoge und Lage Zwaluwe, Herr von Naaldwijk, Herr von Polanen, Herr von St. Maartensdijk, Herr von Soest, Baarn und Ter Eem, Herr von Willemstad, Herr von Steenbergen, Herr von Montfort, Herr von St. Vith, Herr von Bütgenbach, Herr von Dasburg, Erbburggraf von Antwerpen.

## Vorfahren
| Ahnentafel König Willem-Alexander der Niederlande | Ahnentafel König Willem-Alexander der Niederlande                                                | Ahnentafel König Willem-Alexander der Niederlande                                                | Ahnentafel König Willem-Alexander der Niederlande                                                                           | Ahnentafel König Willem-Alexander der Niederlande                                                                           | Ahnentafel König Willem-Alexander der Niederlande                                                        | Ahnentafel König Willem-Alexander der Niederlande                                                        | Ahnentafel König Willem-Alexander der Niederlande                                                                       | Ahnentafel König Willem-Alexander der Niederlande                                        |                           |
| ------------------------------------------------- | ------------------------------------------------------------------------------------------------ | ------------------------------------------------------------------------------------------------ | --- | --- | --- | --- | --- | ---------------------------------------------------------------------------------------- | ------------------------- |
| Alt-Eltern                                        | Gabriel von Amsberg (1822–1895) ⚭ 1855 Marie von Passow (1831–1904)                              | Leopold von Vieregge (1832–1893) ⚭ 1862 Freiin Agnes von Gutschmid (1842–1924)                   | Freiherr Julius von dem Bussche-Haddenhausen (1827–1882) ⚭ 1865 Juliane von Salviati (1832–1892)                            | Freiherr Eberhard von dem Bussche-Ippenburg (1851–1937) ⚭ 1875 Barbara von Chelius (1856–1949)                              | Graf Ernst zur Lippe-Biesterfeld (1842–1904) ⚭ 1869 Gräfin Caroline von Wartensleben (1844–1905)         | Freiherr Aschwin von Sierstorpff-Cramm (1848–1909) ⚭ 1872 Freiin Hedwig von Sierstorpff (1848–1900)      | Großherzog Friedrich Franz II. (Mecklenburg) (1823–1883) ⚭ 1868 Prinzessin Marie von Schwarzburg-Rudolstadt (1850–1922) | König Wilhelm III. (1817–1890) ⚭ 1879 Prinzessin Emma zu Waldeck und Pyrmont (1858–1934) |                           |
| Urgroßeltern                                      | Wilhelm von Amsberg (1856–1929) ⚭ 1889 Elise von Vieregge (1866–1951)                            | Wilhelm von Amsberg (1856–1929) ⚭ 1889 Elise von Vieregge (1866–1951)                            | Freiherr Georg von dem Bussche-Haddenhausen (1869–1923) ⚭ 1896 Freiin Gabrielle Marie von dem Bussche-Ippenburg (1877–1973) | Freiherr Georg von dem Bussche-Haddenhausen (1869–1923) ⚭ 1896 Freiin Gabrielle Marie von dem Bussche-Ippenburg (1877–1973) | Prinz Bernhard zur Lippe-Biesterfeld (1872–1934) ⚭ 1909 Freiin Armgard von Sierstorpff-Cramm (1883–1971) | Prinz Bernhard zur Lippe-Biesterfeld (1872–1934) ⚭ 1909 Freiin Armgard von Sierstorpff-Cramm (1883–1971) | Herzog Heinrich zu Mecklenburg (1876–1934) ⚭ 1901 Königin Wilhelmina (1880–1962)                                        | Herzog Heinrich zu Mecklenburg (1876–1934) ⚭ 1901 Königin Wilhelmina (1880–1962)         |                           |
| Großeltern                                        | Klaus Felix von Amsberg (1890–1953) ⚭ 1924 Freiin Gosta von dem Bussche-Haddenhausen (1902–1996) | Klaus Felix von Amsberg (1890–1953) ⚭ 1924 Freiin Gosta von dem Bussche-Haddenhausen (1902–1996) | Klaus Felix von Amsberg (1890–1953) ⚭ 1924 Freiin Gosta von dem Bussche-Haddenhausen (1902–1996)                            | Klaus Felix von Amsberg (1890–1953) ⚭ 1924 Freiin Gosta von dem Bussche-Haddenhausen (1902–1996)                            | Prinz Bernhard zur Lippe-Biesterfeld (1911–2004) ⚭ 1937 Königin Juliana (1909–2004)                      | Prinz Bernhard zur Lippe-Biesterfeld (1911–2004) ⚭ 1937 Königin Juliana (1909–2004)                      | Prinz Bernhard zur Lippe-Biesterfeld (1911–2004) ⚭ 1937 Königin Juliana (1909–2004)                                     | Prinz Bernhard zur Lippe-Biesterfeld (1911–2004) ⚭ 1937 Königin Juliana (1909–2004)      |                           |
| Eltern                                            | Claus von Amsberg (1926–2002) ⚭ 1966 Prinzessin Beatrix (* 1938) Königin 1980–2013               | Claus von Amsberg (1926–2002) ⚭ 1966 Prinzessin Beatrix (* 1938) Königin 1980–2013               | Claus von Amsberg (1926–2002) ⚭ 1966 Prinzessin Beatrix (* 1938) Königin 1980–2013                                          | Claus von Amsberg (1926–2002) ⚭ 1966 Prinzessin Beatrix (* 1938) Königin 1980–2013                                          | Claus von Amsberg (1926–2002) ⚭ 1966 Prinzessin Beatrix (* 1938) Königin 1980–2013                       | Claus von Amsberg (1926–2002) ⚭ 1966 Prinzessin Beatrix (* 1938) Königin 1980–2013                       | Claus von Amsberg (1926–2002) ⚭ 1966 Prinzessin Beatrix (* 1938) Königin 1980–2013                                      | Claus von Amsberg (1926–2002) ⚭ 1966 Prinzessin Beatrix (* 1938) Königin 1980–2013       |                           |
| König                                             | Willem-Alexander (* 1967)                                                                        | Willem-Alexander (* 1967)                                                                        | Willem-Alexander (* 1967)                                                                                                   | Willem-Alexander (* 1967)                                                                                                   | Willem-Alexander (* 1967)                                                                                | Willem-Alexander (* 1967)                                                                                | Willem-Alexander (* 1967)                                                                                               | Willem-Alexander (* 1967)                                                                | Willem-Alexander (* 1967) |